# Cantó de La Rèula
El cantó de La Rèula és un cantó francès del departament de la Gironda, situat al districte de Lengon. Té 23 municipis i el cap és La Rèula.

## Municipis
- Bagàs
- Blanhac
- Bordèras
- Camiran
- Cassulh
- Las Essentas
- Flodés
- Hontet
- Forcet e Balaissac
- Gironda sau Dròt
- Hura
- La Mòta Landeron
- Lobens
- Lopiac de la Rèula
- Mont Gausí
- Mont Agaudin
- Maurisèth
- Noalhac
- La Rèula
- Sent Exupèri
- Sent Ilari de la Noalha
- Sent Miquèu de la Pujada
- Sent Sèver

## Història
| Data d'elecció                           | Identitat         | Partit         | Qualitat |
| ---------------------------------------- | ----------------- | -------------- | -------- |
| 1945-1962                                | Jean Sourbet      | CNIP           |          |
| 1962-1976                                | Jean Delsol       | Partit Radical |          |
| 1976-2001                                | Jean Pauly        | PCF            |          |
| 2001-                                    | Bernard Castagnet | PS             |          |
| les dades anteriors no són pas conegudes |                   |                |          |
|                                          |                   |                |          |

## Demografia
| 1962   | 1968   | 1975   | 1982   | 1990   | 1999   | 2006   |
| ------ | ------ | ------ | ------ | ------ | ------ | ------ |
| 12.413 | 13.007 | 12.705 | 11.870 | 12.065 | 12.299 | 12.860 |